# 廣科
廣科（？—1880年），钮祜禄氏，满洲镶黄旗人，清末外戚。

## 生平
廣科为穆扬阿之子。咸丰十一年（1861年）十二月辛未，袭三等承恩公。曾任杭州将军。谥“勤悫”。

## 後代
子恩燾，孫榮泉。